# Wallburg Pöhlde

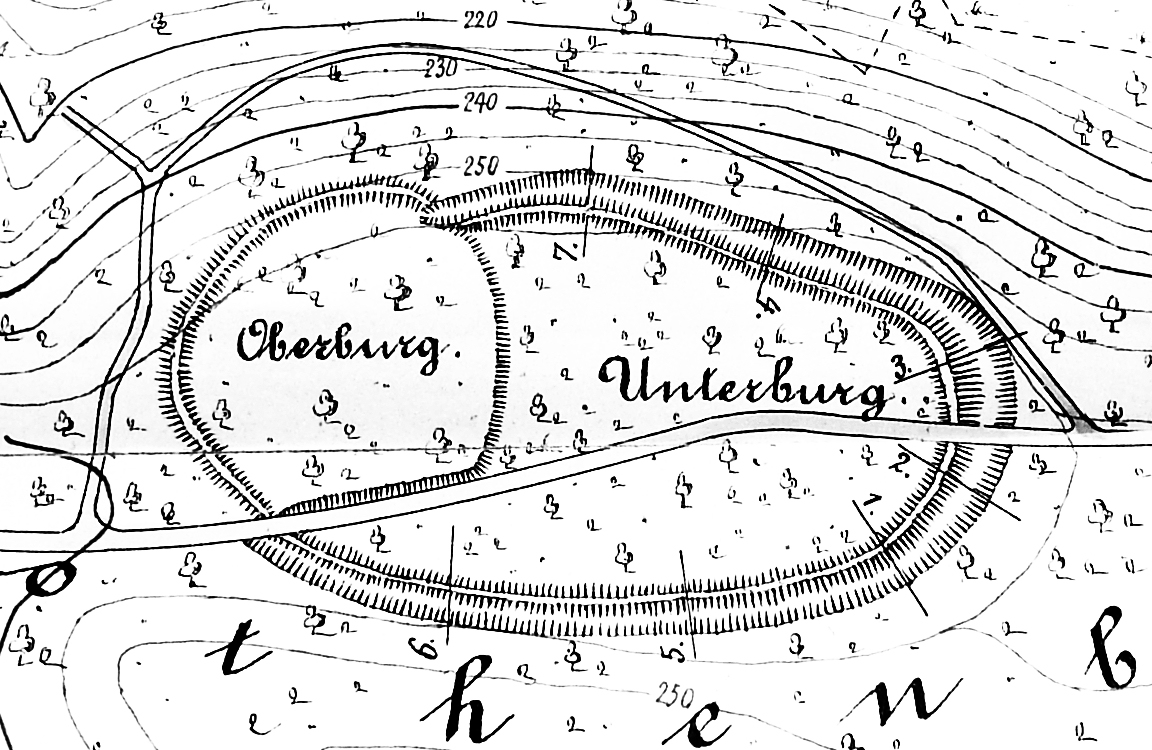
Lageplan der Wallburg von Carl Schuchhardt um 1910

Die Wallburg Pöhlde, einer Sage nach auch König Heinrichs Vogelherd genannt, ist ein früherer Burgwall  auf dem Rotenberg bei Pöhlde. Er war in eine größere Vor- und eine kleinere Hauptburg gegliedert. Archäologischen Untersuchungen zufolge handelte es sich um eine Befestigungsanlage, die in der Zeit des 9. bis 12. Jahrhunderts sporadisch als Fliehburg diente.

## Lage
Die heute unter Wald liegende Wallburg befindet sich auf dem Bergrücken des Rotenbergs etwa 500 Meter südlich vom Ortszentrum von Pöhlde. Alte Bodenreliefs von Hohlwegen führen von der Anlage in Richtung Pöhlde, was auf eine frühere Verbindung zwischen dem Ort und der Anlage schließen lässt. Die Stelle auf dem Rotenberg eignete sich zur Anlage einer Wallanlage, da der Nordhang in Richtung Pöhlde steil abfällt und daher weniger befestigt sein brauchte. Die Südseite war stärker befestigt, da als Begrenzung nur eine von einem Bachlauf durchzogene Mulde vorhanden war.
Die Befestigungsanlage lag unmittelbar am Fastweg als einer aus Mitteldeutschland nach Westen führenden Heer- und Handelsstraße. In diesem Zusammenhang könnte sie als Wegesperrung gedient haben.

## Vorburg
Der ältere Teil ist die oval geformte Vorburg mit den Ausmaßen von 220 × 120 Meter, die fast den gesamten Bergrücken einnimmt. Sie verfügte über eine Mauer und einen Wall mit Graben, wobei der Wall durchweg gut erhalten ist. In die Vorburg führte der Fastweg von Osten hinein. Zwischen der Vor- und Hauptburg bestand ein mächtiges Zangentor mit einer Torbreite von 4,6 Meter und einer 15 Meter langen Torgasse. Die Außenmauern des Tors weisen eine Stärke von 2 Metern auf, die Innenmauern sind noch etwas über 1 Meter stark.

## Hauptburg
Die fast kreisrunde Hauptburg ist im Westen nachträglich in die Vorburg eingeschoben worden. Sie hat einen Durchmesser von etwa 100 Meter und verfügte über zwei aufwendig konstruierte Zangentore. Das Westtor liegt am steil nach Nordwesten abfallenden Berg in Richtung Pöhlde. Es hatte eine Torbreite von 3,3 Meter und eine 8,5 Meter lange Torgasse. Die Mauern war noch bis in 1 Meter Höhe erhalten geblieben. Im Innenraum neben dem Westtor fand sich  eine trichterförmige Erdvertiefung, die als Zisterne angesehen wurde, in der aber keine entsprechenden Ablagerungsschichten gefunden wurden. Die archäologische Untersuchungen ergaben, dass die jüngere Hauptburg von einer freistehenden Mauer umgeben war.

## Wall- und Maueraufbau

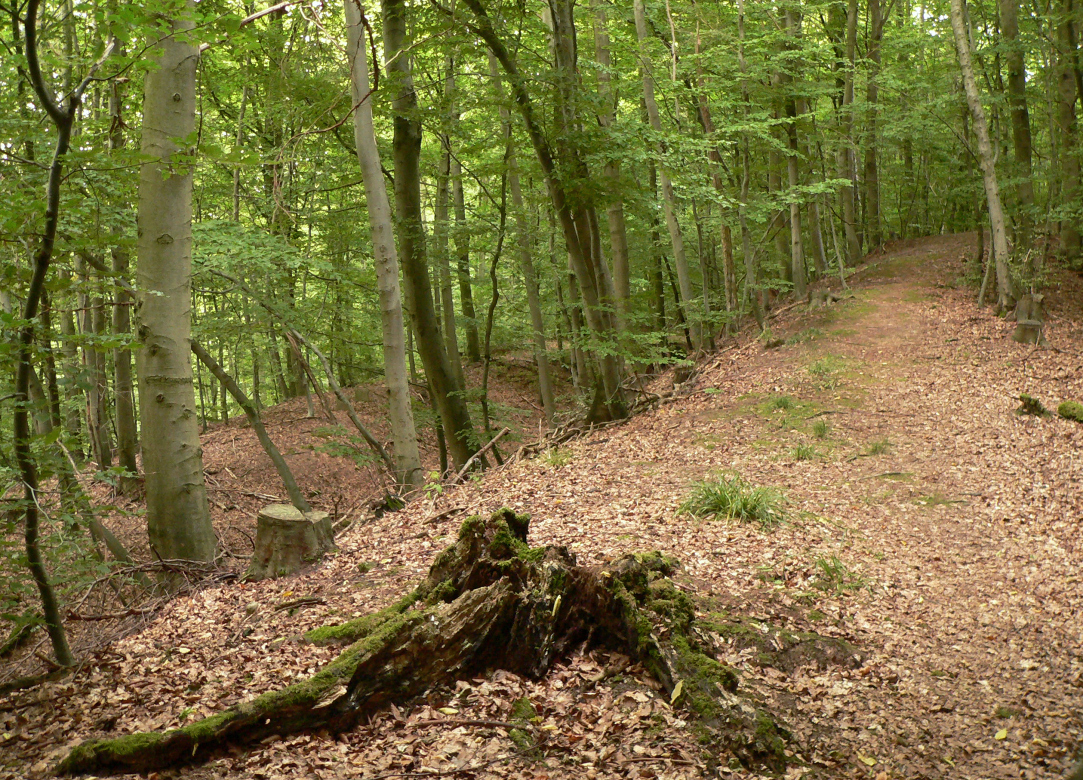
Graben und Wall der Wallburg

Die Ausgrabungen ergaben, dass der Wall der Vorburg am steilen Nordhang eine Holz-Erde-Konstruktion war. Die Wallaußenkante bestand aus einer senkrechten Trockenmauer aus Sandstein. Vor dem Wall lag eine etwa 1 bis 2 Meter breite Berme und ein 1,7 Meter tiefer Sohlgraben.
Die Befestigung an der Südseite der Anlage, an der kein schützender Steilhang vorhanden war, fiel wesentlich mächtiger aus. Noch heute beträgt die Höhendifferenz zwischen der Wallkrone und der Grabensohle rund 5,5 Meter. Der südliche Wall war ebenfalls eine Holz-Erde-Konstruktion, der im Nachhinein eine mit Gips gemörtelte Buntsandsteinmauer vorgesetzt wurde. Wegen der höheren Gefährdung an der Südseite war der Graben als Spitzgraben ausgeführt.

## Ausgrabungen
Auf dem Gelände fanden in den Jahren 1934, 1951 und 1955 bis 1974 in mehreren Kampagnen Ausgrabungen statt, deren 35 Grabungsschnitte nur wenig datierbares Fundmaterial zu Tage förderten. Bei den Fundstücken handelte es sich hauptsächlich um Gefäßscherben, die sich der Zeit des 9. bis 10. Jahrhunderts zuordnen ließen. Eine C14-Datierung von Holzresten aus dem Wall der Vorburg, dem älteren Teil der Anlage, ergab eine Datierung für die Jahre zwischen 750 und 1100.
Die Untersuchungen führten zur Annahme, dass zuerst die Vorburg entstanden war und die Hauptburg erst später errichtet wurde. Das Gelände beider stellt eine gleichförmige, ebene Fläche ohne besondere Merkmale dar. Im Inneren der Wallanlage wurden keine Hinweise auf eine Bebauung gefunden. Die Siedlungsspuren waren so schwach ausgeprägt, dass eine längere Nutzung auszuschließen war. Daher wurde die Funktion der Anlage als sporadisch genutzte Fliehburg gesehen und keinesfalls als der 919 urkundlich erwähnte Hof Heinrichs I.

## Sage
Der Sage nach soll Heinrich der Vogler auf der Wallburg Pöhlde 919 die Nachricht erhalten haben, dass er als erster Sachse zum König des Ostfrankenreichs gewählt worden sei. Daher sei die Anlage als „König Heinrichs Vogelherd“ benannt worden. Ein tatsächlicher Herrschaftssitz in der Wallburg ist anhand der Ausgrabungen als unwahrscheinlich anzusehen. Nach einer anderen Überlieferung soll er in der Gasse Finkenherd in Quedlinburg ebenfalls mit einem Vogelherd beschäftigt gewesen sein, als ihn die Nachricht erreichte. Nach dem Ereignis sei die Gasse als „Finkenherd“ benannt worden. Nach der Wahl Heinrichs zum König begann durch die Liudolfinger der Ausbau der bestehenden Königsburgen rund um den Harz zu Pfalzen.